# 범지구 신속 타격
신속적 범지구 타격(迅速的 汎地球 打擊, 영어: Prompt Global Strike, PGS)은 1시간 이내에 지구상의 어디든지 극 초음속 항공기로 재래식 공격을 할 수 있게 하는 미국의 계획이다. 현재 진행 중인데 1시간 이내에 어디든지 공격이 가능하다.

## 같이 보기
- 보잉 X-51
- RS-28 사르마트 - PGS에 대한 러시아의 대응조치